# Copiocera lepida
Copiocera lepida är en insektsart som beskrevs av Gerstaecker 1889. Copiocera lepida ingår i släktet Copiocera och familjen gräshoppor. Inga underarter finns listade i Catalogue of Life.